# Mallrats
Mallrats (bra: Barrados no Shopping; prt: Os Malucos do Centro) é um filme estadunidense de 1995, do gênero comédia romântica, dirigido por Kevin Smith.

## Sinopse
O filme se passa um dia antes de Clerks (14 de abril de 1994). T.S. Quint se prepara para uma viagem ao parque da Universal na Flórida com sua namorada Brandi Svenning mas seus planos são desfeitos quando ela tem que aparecer no programa de TV de seu pai, Jared Svenning. Além da decepção pela viagem não realizada, T.S. se irrita com o tema do programa, chamado Verdade ou Namoro, que tem como finalidade formar casais de namorados, além disso Brandi terá que viajar com o candidato vencedor. Em seguida, T.S. se encontra com seu amigo fanático por história em quadrinhos e jogos eletrônicos, Brodie Bruce, que também tinha sido deixado pela namorada, Rene Mosier, e para se acalmarem vão os dois para o lugar favorito de Brodie, o shopping center provavelmente em New Jersey (na verdade, o Eden Prairie Mall em Minesota).
Quando chegam ao local, T.S descobre que "Verdade ou Namoro" será transmitido dali, "ao vivo". Brodie chama seus amigos malucos Jay e Silent Bob para sabotarem o evento e com isso ajudarem T.S. Mas ele também está com problemas pois vê sua ex-namorada conversando com o conquistador Shannon Hamilton, dono de uma loja de roupas da moda. Em outro evento no shopping, Brodie encontra o quadrinista Stan Lee, de quem é grande admirador.

## Elenco
- Jeremy London como T.S. Quint
- Jason Lee como Brodie Bruce
- Shannen Doherty como Rene Mosier
- Claire Forlani como Brandi Svenning
- Jason Mewes como Jay
- Kevin Smith como Silent Bob
- Ben Affleck como Shannon Hamilton
- Joey Lauren Adams como Gwen Turner
- Renee Humphrey como Tricia Jones
- Michael Rooker como Senhor Jared Svenning
- Ethan Suplee como Willam Black
- Sven-Ole Thorsen como La Fours
- Scott Mosier como Roddy
- Priscilla Barnes como Miss Ivannah
- Walt Flanagan como Walt Grover
- Bryan Johnson como Steve-Dave Pulasti
- Stan Lee como ele mesmo
- Thomas Dahl como Rabbit Hitter
- Ethan Flower como Doug Paging
- Ed Hapstak como Rob Feature
- Brian O'Halloran como Gil Hicks
- Art James como Bob Summers

## Recepção
O Metacritic, que usa uma média ponderada, atribuiu ao filme uma pontuação de 41 em 100, baseado em 18 críticos, indicando críticas "mistas ou médias".

## Trilha sonora
| Faixa | Canção                        | Artista            |
| ----- | ----------------------------- | ------------------ |
| 1     | Love and Sharks               | (diálogo)          |
| 2     | Bubbles                       | Bush               |
| 3     | Susanne                       | Weezer             |
| 4     | Freeing One's Mind            | (diálogo)          |
| 5     | Seventeen                     | Sponge             |
| 6     | Kryptonite Condoms            | (diálogo)          |
| 7     | Line Up                       | Elastica           |
| 8     | Mission Impossible #1         | (diálogo)          |
| 9     | Mallrats                      | Wax                |
| 10    | Taken with a Grain of Salt    | Shannon Doherty    |
| 11    | Broken                        | Belly              |
| 12    | Cruise Your New Baby Fly Self | Girls Against Boys |
| 13    | Very Uncomfortable Place      | (diálogo)          |
| 14    | Guilty                        | All                |
| 15    | That Ski Trip                 | (diálogo)          |
| 16    | Web in Front                  | Archers of Loaf    |
| 17    | Hated It                      | Thrush Hermit      |
| 18    | Post Coital Techno Boogie     | (diálogo)          |
| 19    | Build Me Up Buttercup         | The Goops          |
| 20    | Cousin Walter                 | (diálogo)          |
| 21    | Social                        | Squirtgun          |
| 22    | Mission Impossible #2         | (diálogo)          |
| 23    | Smoke Two Joints              | Sublime            |
| 24    | Stoned                        | Silverchair        |
| 25    | Last Word                     | (diálogo)          |